# Virus de la hoja blanca del arroz
El Virus de la Hoja Blanca de Arroz (VHBA) es un virus que ataca a gramíneas y produce grandes pérdidas en los cultivos de arroz (Oryza sativa), fundamentalmente en las regiones de América Latina y el Caribe. Se trata de un virus ARN de genoma segmentado y no envuelto que se transmite a las plantas a través del insecto vector, Sogatodes oryzicola, comúnmente conocido como Sogata.

## Historia y ubicación geográfica
La hoja blanca se presenta en forma de epidemias cíclicas con brotes que ocurren cada 8 a 15 años; normalmente el daño generado se inicia alrededor de los 30 días antes de la floración y luego aumenta con rapidez. El VHBA solo se ha reportado en el continente americano y el Caribe, específicamente en Belice, Colombia, Costa Rica, Cuba, República Dominicana, Ecuador, El Salvador, Guatemala, Guyana, Honduras, México, Nicaragua, Panamá, Perú, Puerto Rico, Surinam, USA y Venezuela . Se han registrados también algunos casos, poco relevantes, en Asia y Europa. En América Central y del Sur representa uno de los principales factores limitantes de la producción arrocera. En los años 90s se presentaron nuevos brotes del VHBA que fueron controlados con variedades como Fedearroz 50 seleccionada mediante métodos biológicos. Esta variedad presenta resistencia intermedia para el virus y alta resistencia al insecto vector. Esta distribución geográfica se encuentra fuertemente relacionada con las condiciones ambientales que favorecen la reproducción y supervivencia de su insecto vector, Sogatodes oryzicola.
Con respecto a su historia, el VHBA ha sido asociado con el Virus Hoja Blanca de Echinochloa (VHBE), con propiedades morfológicas y fisicoquímicas similares, que infecta a Echinochloa colona: una maleza común en los campos de arroz que se ha considerado el principal reservorio del VHBA. Sin embargo, distintos trabajos sugieren que los dos virus, aunque estrechamente relacionados serológicamente, no son idénticos genotípicamente; además, el VHBE no se transmite fácilmente al arroz y su vector específico, Sogatodescubanus, es un vector pobre en los aislados de arroz típicos.
El VHBA también comparte semejanzas en su morfología, vector y codificación de las cadenas de ARN con el Virus Rayado de Arroz (RSV, rice stripe virus), también perteneciente al género Tenuivirus. Sin embargo, a través de secuenciaciones de sus cadenas se pudo afirmar que el Virus Hoja Blanca no es una cepa americana del RSV. Como conclusión, hasta el momento, no hay evidencia de la existencia de cepas del VHBA: las diferencias observadas en la reacción varietal en diferentes países son consecuencia de la incidencia variable del vector.

## Taxonomía
El Virus de la Hoja Blanca del Arroz (VHBA) pertenece al género de Tenuivirus, el cual incluye además al rice stripe virus (RSV), maize stripe virus (MStV), entre otros. Los tenuivirus se caracterizan por ser específicos de monocotiledóneas, no transmitirse mecánicamente y depender de insectos para su transmisión.
| Grupo    | Grupo V ( (-) ARNsc )                                         |
| Orden    | Bunyavirales                                                  |
| Familia  | Phenuiviridae                                                 |
| Género   | Tenuivirus. (del latín tenui , que significa delgado o débil) |
| Especies | Tenuivirus de hoja blanca de arroz                            |

## Características
Los viriones desnudos tienen forma filamentosa con unos 3-10 nm de ancho con longitudes proporcionales al tamaño del genoma que contienen. La proteína de la nucleocápside, proteína N, es de unos 34-35 kDa. Pequeñas cantidades de una proteína minoritaria de unos 230 kDa han sido co-purificadas junto con las proteínas de la nucleocápside. No se han reportado lípidos en su estructura. El VHBA, al igual que otros virus del mismo género, produce una proteína p4 no estructural que se acumula en las plantas infectadas. Por otro lado, se ha observado que la ARN polimerasa del VHBA presenta capacidad de replicar y transcribir segmentos de ARN in vitro. La proteína p3 del virus es un supresor del silenciamiento génico como una táctica de defensa del mismo al mecanismo de defensa del hospedero.

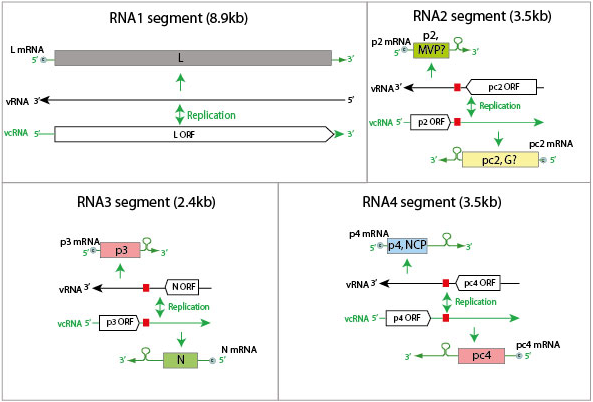
Genoma del VHBA

El genoma del virus está segmentado y consta de cuatro o cinco moléculas de ARN monocatenario lineal de sentido negativo y ambisentido. El genoma completo es aproximadamente de 16 kb. El ARN 1 es de 8,9 kb y codifica una ARN polimerasa dependiente de ARN en la cadena negativa. El ARN 2 es de 3,5 kb y codifica dos proteínas usando la estrategia de codificación ambisentido. El ARN 3 consta de 2.4 kb y codifica para dos proteínas usando una estrategia de codificación ambisentido. El gen de la nucleoproteína está codificado por la cadena complementaria del virus del ARN 3. El ARN 4 consiste en 3,5 kb y codifica para dos proteínas usando una estrategia de codificación ambisentido.

## Tipos de defensa del hospedero
La planta de arroz utiliza el silenciamiento génico post-transcripcional (PTGS) como mecanismo de defensa. En términos generales, este proceso comienza con la identificación del ARN viral bicatenario de hebra positiva (sentido) y negativa (antisentido) que se genera durante el proceso de replicación del virus de ARN de cadena simple. Un complejo multiproteicoque incluye ARN polimerasa ARN dependiente (RpRd) viral, ARN helicasa y a DICER (RNasa III helicasa) identifica y degrada al ARN en pequeños fragmentos de 21-27 nucleótidos llamados ARN pequeños interferentes (siRNA). Estos siRNA se incorporan al complejo de silenciamiento inducido por ARN (RISC), guiando la unión específica con el ARNm complementario a la posición central de un siRNA/ARNm.
El complejo RISC está constituido por al menos una proteína de la familia Argonauta (AGO) la cual se caracteriza por presentar un dominio terminal-N y los dominios PAZ, Mid y Piwi. AGO es la encargada de cortar el ARNm en RISC a través de la acción de los dominios PAZ y Piwi, donde PAZ tiene un sitio de reconocimiento del extremo 3’ de los siRNA y Piwi es una RNasa H especializada en el corte de ARNm guiado por la hebra simple del siRNA, en un substrato de ARN de cadena doble.
Una vez activado el mecanismo de silenciamiento, comienza una carrera entre el virus y la amplificación de la señal de silenciamiento lo cual resulta en el éxito o el fracaso de la infección viral. La importancia de esta carrera se relaciona con el hecho de que diversos virus codifican proteínas capaces de suprimir el silenciamiento en diferentes pasos del mecanismo de resistencia. Para el VHBA, una proteína específica llamada NS3 actúa como supresor del PTGS, lo cual sugiere que éste podría ser uno de los mecanismos activos en la resistencia de las plantas ante la enfermedad provocada por el virus.

## Transmisión y ciclo de replicación viral
El virus se multiplica tanto en la planta como en su insecto vector y tiene dos mecanismos de transmisión, uno horizontal (planta-insecto-planta) y otro vertical (de la hembra a su progenie). El principal es la transmisión transovarial ya que es altamente eficiente (80%) y las ninfas al nacer son transmisoras. A pesar de esto, solamente el 1-10% de los insectos son vectores activos en el campo. La habilidad de VHBA de transmitirse verticalmente a la progenie a través del huevo facilita la persistencia del virus en el vector en ausencia de arroz en el campo. Al persistir en su vector, el VHBA puede acarrearse lejos hasta nuevas plantaciones, donde ocurre dispersión secundaria.
El virus ingresa en las células del huésped mediante inyección mecánica desde el insecto vector, luego la transmisión entre las células de una misma planta se da por plasmodesmatas. La transcripción de los ARNm de polaridad negativa (segmento 1) se lleva a cabo en el citoplasma y la replicación comienza cuando hay suficiente nucleoproteína para encapsidar los genomas neo-sintetizados. Las ribonucleocápsides migran a nuevas células usando proteínas de movimiento.

## Insecto-vector
El vector es un insecto llamado Tagosodes Oryzicolus. En relación a las características de estos insectos podemos mencionar que miden entre 2 – 4 mm y son de color crema o marrón oscuro. Colocan sus huevos en forma de racimos en el centro de la hoja y eclosionan en 8 días a 27 °C. Después de que la ninfa emerge de la hoja, comienza a alimentarse y alcanza el estadio adulto en 24 – 35 días aproximadamente.
El insecto es de hábito sedentario (el macho es más activo); prefieren moverse alrededor del tallo o hacia otro lado de la hoja en lugar de saltar o volar; requiere de alta humedad y temperaturas moderadas, aunque es capaz de resistir temperaturas de 46,7 °C durante 3 horas. El Virus de Hoja Blanca es un virus persistente debido al periodo de incubación en su vector, que supera los 28 días, y la incidencia cíclica del VHBA se relaciona con la dinámica poblacional de este vector y su habilidad de transmisión.
Para asegurar la adquisición del virus por el vector se necesitan de 12 horas de contacto. En una población normal de S. Oryzicolus hay entre un 7 – 15 % de vectores potenciales. Los insectos comienzan a transmitir el virus al sexto día. El 80% de los insectos transmiten el virus después de alimentarse de plantas enfermas, también se puede adquirir por el paso transovárico de la hembras vectoriales activas a través del huevo a su descendencia.
Además se conoce que el período de latencia es proporcional a la edad de la planta, así por ejemplo, cuando ésta tiene 2 semanas de edad, se desarrollan síntomas a los 7 días; cuando tiene un mes de edad, desarrollan síntomas en 18 días y cuando la planta ya tiene 3 meses de edad, desarrollan síntomas en 26 días. A medida que la planta aumenta en edad se retrasa la aparición de síntomas. Por otro lado, también se sabe que el período de latencia es más corto cuando los vectores se alimentan con la hoja emergente que cuando lo hacen con hojas viejas.

## Síntomas de la infección
La planta manifiesta los siguientes síntomas debido a la infección del virus: En las hojas: aparición de una o más franjas blancas o moteadas, que posteriormente pueden cubrirla completamente. En casos severos, la hoja afectada se torna amarilla y luego se seca lentamente; esto se intensifica cuanto más joven es la planta. En la panícula: normales normalmente las panojas están inclinadas por el peso del grano de arroz; por el contrario, las plantas enfermas aparecen con panojas pequeñas, erectas, estériles o con pocos granos. En ciertas plantas enfermas, la panoja brota con dificultad, presentando forma defectuosa. En la planta: reducción del macollamiento y de la altura de la planta. Cuando las plantas son infectadas en edad temprana, antes de la floración, presentan enanismo, y en casos severos necrosis y muerte. Las plantas infectadas con VHBA son más susceptibles a presentar hongos.

## Control de la plaga
Las primeras estrategias de control de las epidemias de hoja blanca buscaban eliminar las poblaciones del insecto vector mediante el uso de insecticidas. Sin embargo, la efectividad de este método es dudosa en la medida que incrementa los costos, selecciona poblaciones de insectos resistentes a insecticidas y contamina el medio ambiente, además de perturbar la relación predador-presa en los cultivos de arroz. Es así como las prácticas de control cultural y biológico, manejo de la época de siembra, rotación de cultivos y liberación de insectos hiperparásitos se han vuelto opciones recomendables para los agricultores. Aunque este tipo de control tiene resultados exitosos, a largo plazo, la consecución de variedades resistentes es la mejor alternativa, siempre y cuando se logre integrar esta característica a otras igualmente deseables en cuanto a calidad de grano y rendimiento.
La resistencia al insecto no protege a la planta contra la Hoja Blanca, por lo tanto sería ideal una variedad resistente tanto al vector como al virus. La variedad de arroz INIA 513 – La Puntilla fue liberada en octubre del 2016 por el Instituto Nacional de Innovación Agraria (INIA) del Perú. Esta nueva variedad destaca por su tolerancia al VHBA, así como su buen rendimiento y calidad culinaria, que la ponen a la par de las mejores variedades comerciales de arroz que existen en el mercado. Una estrategia alternativa actual es el biocontrol, que consiste en el uso de agentes microbiológicos entomopatógenos (hongos, bacterias, virus) y antagónicos (hongos), así como insectos benéficos (predadores y parasitoides) que permitan menguar la cantidad de insecto vector sin recurrir a la utilización de agroquímicos.